# قائمة منتخبات كرة اليد
هذه قائمة لمنتخبات كرة اليد الوطنية للرجال حول العالم.

## الاتحاد الآسيوي لكرة اليد (آسيا)
| - أفغانستان - البحرين - بنغلاديش - الصين - هونغ كونغ - الهند - إيران - العراق - الأردن - اليابان - كازاخستان - قرغيزستان - كوريا الجنوبية - السعودية | - الكويت - لبنان - ماكاو - ماليزيا - منغوليا - نيبال - عمان - باكستان - فلسطين - الفلبين - كوريا الشمالية - قطر - سوريا - تايلاند | - طاجيكستان - تركمانستان - تايبيه الصينية - الإمارات العربية المتحدة - أوزبكستان - فيتنام - اليمن |

## الاتحاد الأفريقي لكرة اليد (أفريقيا)
| - الجزائر - أنغولا - بنين - بوركينا فاسو - بوروندي - الكاميرون - الرأس الأخضر - جمهورية إفريقيا الوسطى - تشاد - جزر القمر - الكونغو - جمهورية الكونغو الديمقراطية - ساحل العاج - جيبوتي | - مصر - إثيوبيا - الغابون - غامبيا - غينيا - غينيا بيساو - كينيا - ليسوتو - ليبيريا - ليبيا - مدغشقر - مالاوي - موريتانيا - موريشيوس | - المغرب - موزمبيق - ناميبيا - النيجر - نيجيريا - أوغندا - رواندا - ساو تومي وبرينسيب - السنغال - سيشل - سيراليون - الصومال - جنوب إفريقيا - السودان | - تنزانيا - توغو - تونس - زامبيا - زيمبابوي |

## الاتحاد الأوروبي لكرة اليد (أوروبا)
| - ألبانيا - أرمينيا - النمسا - أذربيجان - بيلاروس - بلجيكا - البوسنة والهرسك - بلغاريا - كرواتيا - قبرص - جمهورية التشيك - الدنمارك - إنجلترا - إستونيا | - جزر فارو - فنلندا - فرنسا - جورجيا - ألمانيا - بريطانيا العظمى (عضو خاص) - اليونان - المجر - آيسلندا - أيرلندا - إسرائيل - إيطاليا - كوسوفو - لاتفيا | - ليختنشتاين - ليتوانيا - لوكسمبورغ - مقدونيا - مالطا - مولدوفا - موناكو - الجبل الأسود - هولندا - النرويج - بولندا - البرتغال - رومانيا - روسيا | - إسكتلندا - صربيا - سلوفاكيا - سلوفينيا - إسبانيا - السويد - سويسرا - تركيا - أوكرانيا |

## اتحاد أوقيانوسيا لكرة اليد (أوقيانوسيا)
| - أستراليا - جزر كوك - نيوزيلندا - ساموا - جزر سليمان - فانواتو |

## اتحاد بان أميركان لكرة اليد (بان أميركان)
| - الأرجنتين - باربادوس - البرازيل - كندا - تشيلي - كولومبيا - كوستاريكا - كوبا - جمهورية الدومينيكان - الإكوادور - السلفادور - جرينلاند - غواتيمالا | - هايتي - هندوراس - المكسيك - نيكاراغوا - بنما - باراغواي - بيرو - بورتوريكو - ترينيداد وتوباغو - الولايات المتحدة - الأوروغواي - فنزويلا |